# Llista de Creus de Sant Jordi/1986/Persones

#### Persones
Informació actualitzada per un bot. Els canvis manuals es perdran quan s'actualitzi!
| Persona                       | Wikidata  | Descripció                                                 | Ocupació                                                                                         | Imatge |
| ----------------------------- | --------- | ---------------------------------------------------------- | ------------------------------------------------------------------------------------------------ | ------ |
| Camilo José Cela Trulock      | Q132589   | novel·lista espanyol                                       | escriptor poeta novel·lista polític periodista assagista professor d'universitat actor de cinema |        |
| Gaston Thorn                  | Q295128   |                                                            | polític diplomàtic advocat banquer militant de la resistència                                    |        |
| Joaquim Homs i Oller          | Q1367950  | compositor català                                          | compositor enginyer                                                                              |        |
| Jordi Pere Cerdà              | Q2777820  | escriptor nord-català                                      | poeta dramaturg escriptor activista cultural membre de la Resistència Francesa                   |        |
| Antoni Maria Badia i Margarit | Q2857081  | filòleg i lingüista català                                 | lingüista filòleg professor d'universitat romanista                                              |        |
| Carles Sentís i Anfruns       | Q2939463  | periodista i polític català                                | periodista escriptor polític empresari dirigent esportiu                                         |        |
| Francesc Vallverdú i Canes    | Q3080854  | poeta i sociolingüista                                     | traductor lingüista poeta escriptor                                                              |        |
| Josep Maria Lladó i Figueres  | Q5936831  | periodista espanyol                                        | periodista autor de còmic                                                                        |        |
| Ireneu Segarra i Malla        | Q6069326  | músic i director de cor català                             | pedagog músic director de cor compositor                                                         |        |
| Lluís Ferran de Pol           | Q9023331  | escriptor català                                           | escriptor jurista                                                                                |        |
| Manuel Capdevila i Massana    | Q9027691  | pintor català                                              | pintor                                                                                           |        |
| Ramon Folch i Camarasa        | Q9066286  | (1926-2019) novel·lista, dramaturg i traductor             | novel·lista dramaturg traductor                                                                  |        |
| Salvador Millet i Bel         | Q9073044  | economista català (1912-1998)                              | economista polític                                                                               |        |
| Víctor Manuel Arbeloa Muru    | Q9095320  | escriptor, historiador i polític espanyol                  | polític sacerdot catòlic historiador escriptor                                                   |        |
| Josep Cañas i Cañas           | Q11685502 | Dibuixant, pintor, escultor i escriptor català (1905-2001) | escultor pintor sindicalista poeta dramaturg assagista                                           |        |
| Ambler Hodges Moss            | Q11905287 | diplomàtic i advocat estatunidenc                          | advocat diplomàtic                                                                               |        |
| Antoni Puigvert i Gorro       | Q11905928 | uròleg i polític català                                    | uròleg polític professor d'universitat metge                                                     |        |
| Carles Sala i Joanet          | Q11912430 |                                                            |                                                                                                  |        |
| Francesc Viadiu i Vendrell    | Q11922863 | polític i escriptor català                                 | polític escriptor                                                                                |        |
| Marçal Olivar i Daydí         | Q11935749 | erudit i polígraf català                                   | historiador de l'art filòleg historiador catedràtic                                              |        |
| Mercè Llimona                 | Q11936554 | artista, il·lustradora                                     | il·lustrador                                                                                     |        |
| Miquel de Garganta i Fàbrega  | Q11936985 |                                                            | farmacèutic botànic                                                                              |        |
| Àngel Cortès i Dejuan         | Q11955705 | escriptor i polític català                                 |                                                                                                  |        |
| Ferran Arasa i Subirats       | Q16169158 | pintor espanyol                                            | pintor                                                                                           |        |
| Joan Casablancas i Bertran    | Q16187712 | empresari català s. XX                                     | empresari                                                                                        |        |
| Bartomeu Costa i Amic         | Q16189967 |                                                            | empresari editor polític                                                                         |        |
| Rafael Solanic i Balius       | Q16976919 | escultor català                                            | escultor                                                                                         |        |
| Joan Antoni Maragall i Noble  | Q17300807 |                                                            | marxant d'art                                                                                    |        |
| Ricard Giralt Miracle         | Q19256720 | dissenyador espanyol                                       | dissenyador il·lustrador tipògraf gravador                                                       |        |
| Josep Manyé i Vendrell        | Q19300460 | periodista i escriptor català                              | periodista escriptor                                                                             |        |